# Kakifly
Kakifly (かきふらい?, Kakifurai; Kyoto, ...) è un fumettista giapponese.
È principalmente conosciuto per aver creato il manga K-On!, adattato in un anime dalla Kyoto Animation.

## Biografia
Il suo nome è quello di un tipico piatto giapponese a base di ostriche fritte e lui stesso nel primo volume si presenta dicendo di detestare proprio tale piatto. Sempre nello stesso volume rivela che il personaggio di Mio Akiyama, una delle protagonista di K-On!, sia mancina proprio come lui e di possedere una collezione privata di chitarre, delle quali è pubblicata anche una foto a inizio volume.
Ha cominciato la propria carriera di mangaka nel 2003 con la pubblicazione di Steel Leaf e da allora ha realizzato varie dōjinshi, alcune delle quali ispirate a Suzumiya Haruhi no Yūutsu, To Heart e Maria-sama ga Miteru e altre vietate ai minori.
Successivamente nel 2007 fa una svolta alla sua carriera con l'inizio della serializzazione della sua prima vera e propria serie manga, K-On!, sulla rivista Manga Time Kirara edita da Hōbunsha a partire dal mese di maggio. Inizialmente non ha riscosso un gran successo, ma poi la scelta di Kyoto Animation di creare un adattamento animato su tale manga ha portato l'opera di Kakifly in vetta alle classifiche e ad avere successo anche fuori dal Giappone. Attualmente il manga, dopo una pausa avvenuta tra il 2010 e il 2011 ha ripreso la pubblicazione su due riviste contemporaneamente per poi concludersi nel 2012: su Manga Time Kirara proseguivano le avventure delle quattro protagoniste originarie ormai giunte all'università, mentre sulla rivista Manga Times Kirara Carat la storia del quinto componente dell'originale club di musica leggera e di come è riuscita a non farlo chiudere. Ad oggi non si sa se Kakifly abbia intenzione di sviluppare ancora la sua opera principale o se abbia intenzione di dedicarsi a nuovi progetti.

## Opere

### Manga
- K-On! (けいおん!?, Keion!) (2007 - in corso, Hōbunsha)[5][6]

### Antologie
- Gokigen'yō bara no otome 2 (neo serie a fumetti, 2004)
- Gokigen'yō bara no otome 3 (neo serie a fumetti, 2004)
- ToHeart2 Anthology Comic (Hobby Comics Giappone, 2005)
- ToHeart2 Comic Anthology 16 (DNA Comics Media, 2007) (puramente illustrativo)

### Libri in brossura
K-On! (Time KR Comics Manga, Hōbunsha)
1. uscita: 26 aprile 2008 (ISBN 9784832276932)
2. uscita: 26 febbraio 2009 (ISBN 9784832277816)
3. uscita: 18 dicembre 2009 (ISBN 9784832278691)
4. uscita: 27 settembre 2010 (ISBN 9784832279438)

### Dōjinshi
- Steel Leaf (2003) ※ Formata prima del lavoro di Umi no kō teishoku
- Marimite, tsume chaimashita. 1~4 (2004 - 2005)
- To ̄ wa to, tsume chaimashita. (2005)
- Tama nē no naisho (2005) ※ V.M.18
- Panpanpan'ya (2005) ※ V.M.18
- FATE, tsume chaimashita. 1~2 (2005-2006)
- Maiotsu, tsume chaimashita. (2006)
- SOS-dan, tsume chaimashita. 1~6 (2006-2007)

### Altro
- Kanamemo (serie TV anime), episodio 8 carta end
- K-On! Ultra illustrazioni! Vol.1 (けいおん!超イラストレーションズ!vol.1?, Ke ion! Chō irasutorēshonzu! Vol. 1) (Pubblicata il 27 gennaio 2010, Hōbunsha)